# Srđan Ivanović
Srđan Ivanović (* 1983 in Sarajevo) ist ein bosnischer Fusion- und Jazzmusiker (Schlagzeug, Komposition).

## Leben und Wirken
Ivanović wuchs als Sohn des klassischen Gitarristen Vojislav Ivanović auf, kriegsbedingt seit 1992 in Griechenland. Früh kam er mit Musik in Berührung und entdeckte die Trommeln. Dann begann er Schlagzeug zu spielen und erhielt Unterricht bei George Polychronakos. Ab 2003 studierte er in den Niederlanden am Conservatorium van Amsterdam, wo er seinen Bachelor machte, und ab 2007 am Utrechts Conservatorium. Weiterhin erhielt er ein Stipendium der Prins-Bernhard-Stiftung für einen Studienaufenthalt in New York City.
Als Musiker erhielt Ivanović mehrere Preise; unter anderem gewann er 2008 den Jazzwettbewerb im Rahmen des North Sea Jazz Festivals mit dem von ihm geleiteten Blazin‘ Quartet. Mit dieser Band veröffentlichte er seit 2009 vier Alben und tourte weltweit. Aktuell lebt er in Paris, wo er sein eigenes Quartett leitet, mit dem das Album Modular (2024) entstand. Daneben ist er Co-Leader der Rock-Jazz-Balkan-Gruppe Xénos und des elfköpfigen Nikolov-Ivanovic Undectet. Als Sideman ist er auf mehr als 20 Alben zu hören.
Als Komponist verfasste Ivanović auch Musik für Film und Theater. Seine Musik wird vom britischen Jazz Journal als „raffiniert und sorgfältig inszeniert“ beschrieben.

## Diskographische Hinweise
- Blazin’ Quartet: Jalkan Bazz (Metropolis Records 2012)
- Nikolov–Ivanović Undectet: Artistry in Broken Rhythm (Metropolis Records 2018)
- Srđan Ivanović, Blazin’ Quartet Featuring Magic Malik: Sleeping Beauty (Coolabel 2021, mit Andreas Polyzogopoulos, Federico Casagrande, Mihail Ivanov)
- Modular (Rue des Balkans 2024, mit Olivier Laisney, Ludivine Issambourg, Manu Codjia, Yoni Zelnik sowie Magic Malik, Christophe Panzani)